# Scopula homaema
Scopula homaema là một loài bướm đêm trong họ Geometridae.